# Eupithecia longifimbria
Eupithecia longifimbria es una especie de polilla de la familia Geometridae. La especie fue descrita por primera vez por William Warren habiendo sido descrita en 1904, con distribución en Brasil. El holotipo de la especie fue descrita en São Paulo.

## Descripción
La forma de las alas es muy similar a Eupithecia pygmaeata de Europa. Las alas anteriores son color ceniza sedoso, con marcas indistintas. Cuenta con una mancha basal, una fascia media dos veces más ancha en la costa que en el margen interno y una fascia submarginal de bordes ondulados, todas más oscuras, siendo pálidos los espacios intermedios, así como el centro de la fascia media que contiene la mancha celular oscura. Cuenta con una mancha ocre pálida encima del ángulo anal en el exterior de la fascia submarginal. Los flecos son color fucsia brillante.
Las alas posteriores son completamente de color ceniza ahumado oscuro, con rastros de una línea media y submarginal y una mancha celular oscura. Los flecos son bastante largos, con penacho a nivel del ángulo anal del ala y brillante. Parte inferior de las alas es de color gris ocre deslucido, pero brillante. 
El tórax y abdomen son de color ceniza mientras que la cabeza, cuello y segmentos anales del abdomen son más pálidos, de color gris ocre.